# Гарбузовка (Днепропетровская область)
Гарбузовка (укр. Гарбузівка) — село,
Михайловский сельский совет,
Томаковский район,
Днепропетровская область,
Украина.
Код КОАТУУ — 1225486602. Население по переписи 2001 года составляло 201 человек .

## Географическое положение
Село Гарбузовка находится на расстоянии в 1,5 км от села Урожайное, в 2,5 км от села Степановка и в 3,5 км от села Катещино.
По селу протекает пересыхающий ручей с запрудой.
Рядом проходят автомобильная дорога Н-23 и
железная дорога, станция Колгоспна.

## Происхождение названия
На территории Украины 4 населённых пункта с названием Гарбузовка.